# Turlinia phalaenoides
Turlinia phalaenoides är en fjärilsart som beskrevs av De Toulgoët 1976. Turlinia phalaenoides ingår i släktet Turlinia och familjen björnspinnare. Inga underarter finns listade i Catalogue of Life.